# Danilo Sacramento
Danilo Valério Sacramento (Araras, 3 novembre 1982) è un ex calciatore brasiliano, di ruolo centrocampista.

## Carriera

### Inizi
Ha iniziato la propria carriera da calciatore nelle file dell'União São João, in Série B. Tra il 2001 e il 2006 ha militato nelle file di Monterrey, Cruzeiro, Vasco da Gama, Portuguesa e Ponte Preta. 

### Europa: Genoa e Celta Vigo
Nell'estate 2007, dopo una brevissima parentesi all'União Barbarense, si è trasferito in Italia, al Genoa, con la formula del prestito oneroso con diritto di riscatto. Ha debuttato in Serie A il 2 settembre 2007, in Catania-Genoa (0-0), subentrando a Giuseppe Sculli al minuto 74. Ha messo a segno la sua unica rete in Italia il 3 febbraio 2008, in Genoa-Catania (2-1), siglando la rete del momentaneo 1-0 al minuto 14 del primo tempo. Al termine della stagione il Genoa non ha esercitato il diritto di riscatto. Il 9 agosto 2008 è stato ingaggiato dal Celta Vigo, club spagnolo militante in Segunda División. Dopo due stagioni nel club celeste, al termine della stagione 2009-2010 è rimasto svincolato. 

### Ultimi anni
Nel gennaio 2011 ha fatto ritorno in Brasile, firmando per il Red Bull Brasil. Dopo un periodo in prestito al Grêmio Barueri, nel gennaio 2012 è passato al Guarani. Nel gennaio 2013 si è trasferito al XV de Piracicaba. Il 3 maggio 2013 ha rescisso il proprio contratto e si è trasferito a parametro zero al Bragantino. Dopo meno di due mesi al Bragantino, il 24 giugno 2013 è passato nelle file del CRB. Nella stagione 2014 è tornato al XV de Piracicaba. Nel 2015 ha militato nelle file del Ferroviária. L'anno successivo ha giocato per il Taubaté. Il 14 dicembre 2016 è passato al Barretos. Il 29 maggio 2017 è tornato al Ferroviária. Il 21 febbraio 2018 ha annunciato il proprio ritiro.

## Statistiche

### Presenze e reti nei club
| Stagione           | Squadra            | Campionato         | Campionato | Campionato | Coppe nazionali | Coppe nazionali | Coppe nazionali | Coppe continentali | Coppe continentali | Coppe continentali | Altre coppe | Altre coppe | Altre coppe | Totale | Totale | Totale |
| Stagione           | Squadra            | Comp               | Pres       | Reti       | Comp            | Pres            | Reti            | Comp               | Pres               | Reti               | Comp        | Pres        | Reti        | Pres   | Reti   |        |
| ------------------ | ------------------ | ------------------ | ---------- | ---------- | --------------- | --------------- | --------------- | ------------------ | ------------------ | ------------------ | ----------- | ----------- | ----------- | ------ | ------ | ------ |
| 2001               | União São João     | B                  | 25         | 8          | -               | -               | -               | -                  | -                  | -                  | -           | -           | -           | 25     | 8      |        |
| 2001-2002          | Monterrey          | PD                 | 16         | 2          | -               | -               | -               | -                  | -                  | -                  | -           | -           | -           | 16     | 2      |        |
| giu.-dic. 2002     | Cruzeiro           | A                  | 15         | 1          | CB              | 0               | 0               | -                  | -                  | -                  | -           | -           | -           | 15     | 1      |        |
| 2003               | Vasco da Gama      | A+CC               | 24+6       | 1+1        | CB              | 4               | 0               | -                  | -                  | -                  | -           | -           | -           | 34     | 2      |        |
| gen.-giu. 2004     | Portuguesa         | B+CP               | 3+9        | 0+0        |                 | -               | -               | -                  | -                  | -                  | -           | -           | -           | 12     | 0      |        |
| giu.-dic. 2004     | Ponte Preta        | A                  | 11         | 2          | CB              | 0               | 0               | -                  | -                  | -                  | -           | -           | -           | 11     | 2      |        |
| 2005               | Ponte Preta        | A+CP               | 37+15      | 4+1        | CB              | 0               | 0               | -                  | -                  | -                  | -           | -           | -           | 52     | 5      |        |
| 2006               | Ponte Preta        | A+CP               | 16+15      | 2+1        | CB              | 0               | 0               | -                  | -                  | -                  | -           | -           | -           | 31     | 3      |        |
| Totale Ponte Preta | Totale Ponte Preta | Totale Ponte Preta | 94         | 10         |                 | 0               | 0               |                    | -                  | -                  |             | -           | -           | 64     | 10     |        |
| 2007-2008          | Genoa              | A                  | 22         | 1          | CI              | 0               | 0               | -                  | -                  | -                  | -           | -           | -           | 22     | 1      |        |
| 2008-2009          | Celta Vigo         | SD                 | 9          | 0          | CR              | 4               | 0               | -                  | -                  | -                  | -           | -           | -           | 13     | 0      |        |
| 2008-2009          | Celta Vigo         | SD                 | 18         | 1          | CR              | 3               | 1               | -                  | -                  | -                  | -           | -           | -           | 21     | 2      |        |
| Totale Celta Vigo  | Totale Celta Vigo  | Totale Celta Vigo  | 27         | 1          |                 | 7               | 1               |                    | -                  | -                  |             | -           | -           | 34     | 2      |        |
| gen.-giu. 2011     | Red Bull Brasil    | A2                 | 14         | 2          | -               | -               | -               | -                  | -                  | -                  | -           | -           | -           | 14     | 2      |        |
| giu.-dic. 2011     | Grêmio Barueri     | B                  | 11         | 0          | -               | -               | -               | -                  | -                  | -                  | -           | -           | -           | 11     | 0      |        |
| 2012               | Guarani            | B+CP               | 32+21      | 4+0        | CB              | 3               | 0               | -                  | -                  | -                  | -           | -           | -           | 56     | 4      |        |
| gen.-mag. 2013     | XV de Piracicaba   | CP                 | 14         | 2          | -               | -               | -               | -                  | -                  | -                  | -           | -           | -           | 14     | 2      |        |
| mag.-giu. 2013     | Bragantino         | B                  | 3          | 0          | CB              | 1               | 0               | -                  | -                  | -                  | -           | -           | -           | 4      | 0      |        |
| giu.-dic. 2013     | CRB                | C                  | 9          | 1          | -               | -               | -               | -                  | -                  | -                  | -           | -           | -           | 9      | 1      |        |
| 2014               | XV de Piracicaba   | CP                 | 8          | 1          | -               | -               | -               | -                  | -                  | -                  | -           | -           | -           | 8      | 1      |        |
| 2015               | Ferroviária        | A2                 | 16         | 1          | -               | -               | -               | -                  | -                  | -                  | -           | -           | -           | 16     | 1      |        |
| 2016               | Taubaté            | A2                 | 17         | 2          | -               | -               | -               | -                  | -                  | -                  | -           | -           | -           | 17     | 2      |        |
| gen.-mag. 2017     | Barretos           | A2                 | 5          | 0          | -               | -               | -               | -                  | -                  | -                  | -           | -           | -           | 5      | 0      |        |
| mag.-dic. 2017     | Ferroviária        | CP                 | 16         | 1          | -               | -               | -               | -                  | -                  | -                  | -           | -           | -           | 17     | 0      |        |
| Totale carriera    | Totale carriera    | Totale carriera    | 407        | 39         |                 | 15              | 1               |                    | -                  | -                  |             | -           | -           | 422    | 40     |        |